# آيت احماد ادغاغ (تيزكيت)
آيت احماد ادغاغ هي إحدى مشيخات المملكة المغربية، تتبع جغرافيا لإقليم إفران وإداريًا لتيزكيت. يقدر عدد سكانها بـ 2299 نسمة حسب الإحصاء الرسمي للسكان والسكنى لسنة 2004.